# USS Gyatt (DD-712)
USS Gyatt (DD-712/DDG-712/DDG-1) là một tàu khu trục lớp Gearing được Hải quân Hoa Kỳ chế tạo vào giai đoạn cuối Chiến tranh Thế giới thứ hai. Nó là chiếc tàu chiến duy nhất của Hải quân Mỹ được đặt theo tên binh nhì Thủy quân Lục chiến Edward E. Gyatt (1921-1942), người đã tử trận trong Trận Tulagi và được truy tặng huân chương Ngôi sao bạc. Hoàn tất khi chiến tranh đã kết thúc, con tàu tiếp tục phục vụ trong giai đoạn Chiến tranh Lạnh, và được cải biến thành tàu khu trục mang tên lửa với ký hiệu lườn DDG-1. Nó hoạt động cho đến năm 1969 rồi bị đánh chìm như một mục tiêu năm 1970.

## Thiết kế và chế tạo
Gyatt được đặt lườn tại xưởng tàu của hãng Federal Shipbuilding ở Kearny, New Jersey vào ngày 7 tháng 9 năm 1944. Nó được hạ thủy vào ngày 15 tháng 4 năm 1945; được đỡ đầu bởi bà Hilda Morrell, mẹ của binh nhì Gyatt, và nhập biên chế vào ngày 2 tháng 7 năm 1945.

## Lịch sử hoạt động
Sau khi hoàn tất chạy thử máy tại vùng biển Caribe, Gyatt đi đến Norfolk, Virginia và thực hiện những nhiệm vụ khác nhau dọc theo vùng bờ Đông Hoa Kỳ. Ngoài các hoạt động tại chỗ và thực hành huấn luyện, nó còn tập trận cùng các tàu sân bay tại khu vực vịnh Mexico và vùng biển Caribe. Khởi hành từ Norfolk vào ngày 24 tháng 1 năm 1947, nó đi xuống phía Nam và có mặt tại Montevideo, Uruguay từ ngày 27 tháng 2 đến ngày 6 tháng 3 để đại diện cho Hoa Kỳ trong buổi lễ nhậm chức của Tổng thống Uruguay Luis Batlle Berres. Nó sau đó đã viếng thăm thiện chí Rio de Janeiro, Brazil và Port of Spain, Trinidad trước khi quay trở về Norfolk vào ngày 21 tháng 3.
Gyatt lên đường vào ngày 20 tháng 11, 1947 cho một đợt bố trí phục vụ cùng Đệ Lục hạm đội tại Địa Trung Hải; nó quay trở về Norfolk vào ngày 2 tháng 3, 1948. Sau này nó còn có sáu lần được phái sang hoạt động tại các vùng biển Bắc Âu và Địa Trung Hải, cùng những chuyến đi khác dọc bờ biển Đại Tây Dương đến Nova Scotia và Iceland, và về phía Nam đến vùng biển Caribe.

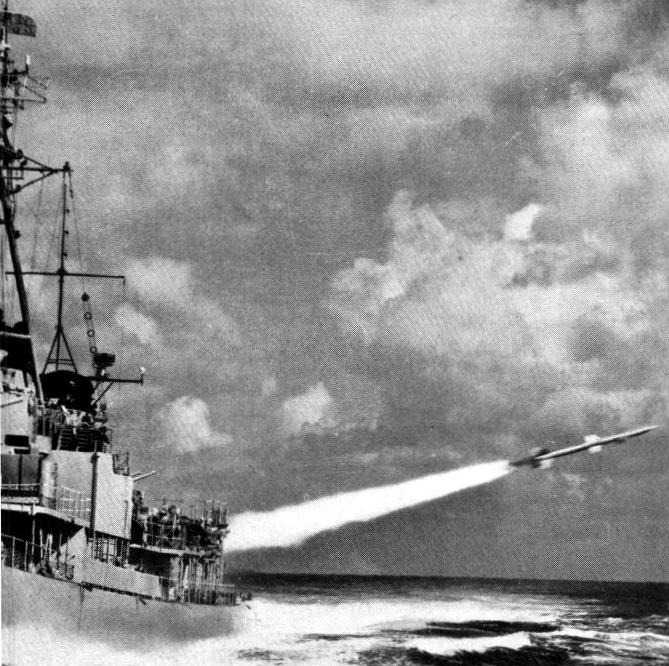
Gyatt (DDG-1) đang phóng một tên lửa Terrier.

Gyatt đi vào Xưởng hải quân Boston vào ngày 26 tháng 9, 1955 và xuất biên chế vào ngày 31 tháng 10 để được cải biến thành một tàu khu trục tên lửa điều khiển đầu tiên. Ngoài hai bệ phóng tên lửa đất đối không RIM-2 Terrier, con tàu còn được bổ sung hệ thống ổn định Denny-Brown lần đầu tiên được trang bị cho hải quân, bao gồm hai cánh 45 foot vuông (4,2 m2) ngầm dưới mực nước thu hồi được nhằm làm giảm đáng kể độ chòng chành khi biển động. Ký hiệu lườn của con tàu được chuyển thành DDG-712 vào ngày 1 tháng 12, 1956, và nó nhập biên chế trở lại hai ngày sau đó dưới quyền chỉ huy của Hạm trưởng, Trung tá Hải quân Charles F. Helme, Jr.
Gyatt trải qua gần ba năm tiếp theo hoạt động thử nghiệm đánh giá và phát triển dọc theo bờ biển Đại Tây Dương; nó lại được xếp lớp thành DDG-1 vào ngày 23 tháng 5, 1957, nhấn mạnh đến vị trí tiên phong của con tàu trong kỷ nguyên vũ khí tên lửa. Nó khởi hành vào ngày 28 tháng 1, 1960 để gia nhập Đệ Lục hạm đội tại Địa Trung Hải, trở thành chiếc tàu khu trục tên lửa đầu tiên được phái đi phục vụ tại nước ngoài. Nó tham gia các cuộc tập trận hạm đội và huấn luyện suốt khu vực Địa Trung Hải trước khi quay trở về Hoa Kỳ, đi đến cảng nhà mới tại Charleston, South Carolina vào ngày 31 tháng 8.
Gyatt sau đó tham gia vào Chương trình không gian Mercury, khi tham gia vào việc thu hồi tàu không gian Little Joe 3 từ ngày 5 đến ngày 10 tháng 11, 1960, và tàu Mercury-Atlas 3 từ ngày 24 đến ngày 26 tháng 4, 1961. Khi xảy ra cuộc Khủng hoảng Berlin 1961 do Liên Xô ra tối hậu thư yêu cầu rút lực lượng Đồng Minh khỏi Tây Berlin, chiếc tàu khu trục lại được phái sang Địa Trung Hải vào ngày 3 tháng 8 để tăng cường cho lực lượng của Đệ Lục hạm đội, và tuần tra tại vùng biển này cho đến khi quay trở về Hoa Kỳ vào ngày 3 tháng 3, 1962. Nó sau đó hoạt động tại chỗ từ căn cứ Charleston, South Carolina.
Gyatt đi vào Xưởng hải quân Charleston vào ngày 29 tháng 6, cho một đợt đại tu và cải biến, khi các hệ thống tên lửa được tháo dỡ và được bổ sung những trang bị mới phát triển nhằm chuẩn bị cho nó hoạt động cùng Lực lượng Thử nghiệm và Đánh giá Tác chiến. Con tàu được xếp lại lớp khi quay trở lại ký hiệu lườn ban đầu DD-712 vào ngày 1 tháng 10, 1962, và sau khi công việc trong xưởng tàu hoàn tất vào ngày 1 tháng 1, 1963, nó đi đến Norfolk để bắt đầu hoạt động trong vai trò thử nghiệm. Hoạt động cùng Lực lượng Thử nghiệm và Đánh giá Tác chiến tại vùng biển Caribe trong những năm 1963 và 1964, nó mở rộng phạm vị hoạt động ra vùng biển Đại Tây Dương cho đến năm 1967. Nó tiến hành tuần tra và hoạt động chống tàu ngầm cũng như huấn luyện chiến thuật tên lửa điều khiển cho sĩ quan và nhân sự hải quân. Nó đóng vai trò lớn trong việc thử nghiệm và đánh giá những thiết bị đang được phát triển.
Gyatt được điều về thành phần dự bị và chuyển cảng nhà đến Washington, D.C. vào năm 1968. Tên nó được cho rút khỏi danh sách Đăng bạ Hải quân vào ngày 22 tháng 10, 1969, và con tàu bị đánh chìm như một mục tiêu ngoài khơi Virginia vào ngày 11 tháng 6, 1970.